# Alfred Köpf
Alfred Köpf (* 21. März 1928 in Eschach; † 27. Juli 2024) war ein deutscher Unternehmer und Kommunalpolitiker (CSU). Er initiierte den Bau des Grenztunnels Füssen.

## Biographie
Köpf stammte aus einer alteingesessenen Bürgerfamilie und wurde als ältestes von drei Geschwistern geboren. Nach der achtjährigen Volksschule absolvierte er von 1942 bis 1944 eine Schreinerlehre mit Abschluss als Schreinergeselle und war schwäbischer sowie bayerischer Landessieger im Schreiner-Handwerk. Von 1944 bis 1945 war er zum Reichsarbeitsdienst/Fronteinsatz eingezogen. Danach geriet er bis November 1945 in amerikanische Kriegsgefangenschaft. 
1955 legte er die Meisterprüfung im Schreinerhandwerk ab. Bereits im Herbst 1953 begann er mit der Errichtung seines eigenen Hauses mit integrierter Werkstatt. Am 23. Oktober 1954 heiratete er seine Frau Franziska. Er hatte drei Töchter und einen Sohn. Als selbständiger Schreinerbetrieb wurde er 1955 in die Handwerksrolle des schwäbischen Handwerks eingetragen. In den Jahren der Selbständigkeit beschäftigte er bis zu 15 Schreinergesellen und bildete über 170 Lehrlinge im Schreinerberuf aus. 30 Jahre lang war er ehrenamtlicher Obermeister der Schreiner-Innung Füssen und Vorstandsmitglied der Kreishandwerkerschaft Füssen-Marktoberdorf. In dieser Zeit setzte er sich für die kommunalen Belange seiner Heimatstadt Füssen und für das Handwerk ein. Insbesondere der Schulstandort der Staatliche Berufsschule Füssen wurde durch seine Initiative zur ständigen Einrichtung. 

## Kommunalpolitik
1965 trat Köpf in die CSU ein. Kommunale Aktivitäten folgten als CSU-Stadtrat der Stadt Füssen und CSU-Kreisrat im Kreistag des Landkreises Ostallgäu. Von 1966 bis 2009 war er Stadtrat der Stadt Füssen, davon 18 Jahre Fraktionsvorsitzender der CSU Füssen und periodenweise Ortsvorsitzender der CSU Füssen. 
Von 1968 bis 1986 war er Kreisvorsitzender der CSU-Arbeitsgemeinschaft Mittelstand (AGM) im Landkreis Ostallgäu sowie Landesvorstandsmitglied. Von 1972 bis 1990 war er Vorsitzender des Verkehrsausschusses im Stadtrat Füssen und danach bis 2002 Verkehrsreferent. Er war Delegierter im Landesparteitag der CSU Bayern (1972 bis 1992) und Mitglied des Kreistages Ostallgäu (1978 bis 1996), dort tätig im Kreis-, Krankenhaus- und Sportausschuss. Von 1974 bis 1992 war er stellvertretender Kreisvorsitzender der CSU Ostallgäu und von 1978 bis zur Fusion 2002 zur Sparkasse Allgäu amtierte Köpf als Verwaltungs- und Verbandsrat der Sparkasse Ostallgäu. 

### Grenztunnel Füssen
1967 war Köpf Initiator eines neuen Grenzübergangs nach Österreich mit einem Tunnel durch den Kobel, einen Berg südlich von Füssen. Mit diesem zusätzlichen Grenzübergang sollte im Zuge der Erweiterung der A 7 der Anschluss an das internationale Nord-Süd-Verkehrswegenetz von Flensburg nach Mailand vollendet werden. 1995 erfolgte der Tunnelanschlag durch den Kobel. Die Eröffnung des Grenztunnels Füssen war 1999.

## Mitgliedschaft in Vereinen
Ab 1946 war Köpf Mitglied beim EV Füssen, davon zwölf Jahre Vorstandsmitglied. Von 1946 bis 1968 war er aktiver Spieler des Eishockeyvereins. 1968 gründete er die „Old-Stars“ EV Füssen und war bis 2002 aktiver Spieler und Coach. 1975 war er Gründer der Curling-Abteilung des EV Füssen. Ab 1956 war Köpf Mitglied im Segelclub Füssen. Er war aktiver Segler mit Teilnahme an internationalen Segel-Regatten. 1977 war er Bauherr, Geschäftsführer und Mitgesellschafter der Tennishalle Füssen, zur Aufwertung des Tourismus und der Infrastruktur in Füssen. 

## Ehrungen
- 1972: Goldene Ehrennadel mit Brillanten des EV Füssen
- 1977: Goldene Ehrennadel der Freiwilligen Feuerwehr Füssen
- 1982: Goldene Ehrennadel der Freiwilligen Feuerwehr Bayern
- 1982: Goldene Ehrennadel des Fachverbandes des Bay. Schreinerhandwerks
- 1982: Silberne Ehrennadel des Schwäbischen Handwerks
- 1985: Goldener Meisterbrief des Schwäbischen Handwerks
- 1986: Goldene Ehrennadel des Schwäbischen Handwerks
- 1994: Ehrenteller des Schwäbischen Handwerks
- 1989: Bundesverdienstkreuz am Bande
- 1996: Kommunale Ehrenmedaille des Landkreises Ostallgäu
- 1997: Verdienstmedaille des Bayerischen Innenministeriums
- 1998: Goldener Ehrenring der Stadt Füssen
- 2009: Bundesverdienstkreuz I. Klasse  des Verdienstordens der Bundesrepublik Deutschland
- 2009: Ehrenurkunde des  Bayerischen Ministerpräsidenten Horst Seehofer als Gründungsmitglied  (1979)  AGM Bayern (heute MTV)
- 2010: Ehrenbürgerschaft der Stadt Füssen[3]